# Mineral
Rudnina ali mineral (iz latinske besede za rudnino: minerale) je naravna spojina z značilno kristalno zgradbo, nastala s pomočjo geoloških procesov. Pojem mineral ne zajema samo kemične sestave, ampak tudi zgradbo minerala. Poznamo minerale, sestavljene iz čistega kemičnega elementa (npr. diamant), pa tudi zelo zapletene, ki imajo več tisoč različnih oblik (npr. razni silikati). Študij mineralov se imenuje mineralogija. V sedanjosti je po podatkih Mednarodne mineraloške zveze, ki skrbi za določanja in imenovanja mineralov, znanih nekaj več kot 4.000 mineralov.
Pravi mineral je anorganska ali organska trdnina z določeno kemično in kristalno strukturo. Snovi, ki jih ni moč popolnoma poistovetiti s strogo definicijo minerala, so mineraloidi, vsi ostali materiali naravnega izvora pa sodijo med neminerale. 
Industrijski mineral je gospodarski pojem, ki se nanaša na gospodarsko pomembne minerale oziroma rudnine.
Kristalna struktura, ki je ena izmed lastnosti mineralov, je geometrijska prostorska razporeditev atomov v notranji strukturi minerala. Obstaja 14 osnovnih kristalnih prostorskih mrež atomov, razporejenih med 6 kristalnih sistemov. Vse do tega trenutka znane kristalne strukture se uvrščajo v eno izmed 14 razporeditev. Te razporeditve temeljijo na normalnih postavitvah atomov in ionov, ki mnogokrat ustvarjajo vidno obliko minerala. Tudi v primerih, ko razporeditve ni mogoče določiti zaradi premajhnih mineralnih zrn ali nenormalne zunanje oblike, je moč doreči strukturo s pomočjo rentgenske analize ali mikroskopije. Kristalna struktura močno vpliva na fizikalne lastnosti mineralov. Tako sta si čisti ogljikovi spojini grafit in diamant zelo daleč na lestvici trdote, saj je njuna kristalna razporeditev drugačna.
Za definicijo minerala je pomembna tudi kemična struktura. Več različnih mineralov lahko poseduje isto kemično strukturo, a se razlikujejo med seboj v kristalni strukturi (polimorfni minerali). Zaradi tega lahko, za primer, tako pirit kot markazit označimo za železova sulfida. Podobno pa imajo nekateri minerali različno kemično, a enako kristalno strukturo: različni minerali halit (sestavljen iz natrija in klora), galenit (sestavljen iz svinca in žvepla) in periklaz (sestavljen iz magnezija in kisika) si delijo enako razporeditev kristalov.

## Sistematika mineralov

### Zgodovina
Prvo kemično sistematiko mineralov je izdelal Berzelius leta 1824, pri kateri je minerale razdelil na oksidirane in neoksidirane. Med oksidiranimi minerali so bili oksidi, hidroksidi, sulfati, nitrati, muriati, fosfati, fluati, fluosilikati, borati, borosilikati, karbonati, hidrokarbonati, arzenati, molibdati, kromati, volframati, tantalati, titanati, silikotitanati, silikati in aluminati. Med neoksidiranimi pa samorodne prvine, sulfidi, arzenidi, stibnidi, teluridi, osmidi, avridi in hidrargiridi.
Temelje moderne sistematike mineralov sta postavila James D. Dana in Edward S. Dana v letih 1837-1854, ki sta upoštevala kemično zgradbo in kristalno zgradbo. 
V prvem delu Schödlerjeve Knjige prirode (prevedel jo je Janez Zajec), o razdelitvi mineralov piše:
/.../»Bistvene lastnosti za razločenje je njih kristalno lice, njih gostota in trdota, toda ne po eni sami, ne po vseh vkup jih ne moremo dostojno razvrstiti. Zatoraj je pa tudi najstarejša razdelitev mineralov ohranila še danes nekako opravičenje in veljavo. Razločevali so jih v štiri rede, namreč:
1. Soli, ali razmokljive minerale;
2. Kamenje, ali nerazmokljive prstenaste minerale;
3. Rude, ali minerale težkih kovin;
4. Goriva, ali gorivne minerale.«/.../ (Vidrih, Mikuž: Minerali na Slovenskem, 1995, str. 35)

Groth in Mieleitner sta leta 1922 naredila zadnjo sistematiko na kristalografsko-kemični osnovi.
Leta 1931 sta Paul Peter Ewald in C. Hermann razdelila minerale po strukturnih tipih. 

### Sodobna sistematika mineralov
Hugo Strunz je skušal združiti kemične lastnosti s strukturnimi tipi; izsledke je objavil v mineraloških tabelah leta 1941. Minerale je razdelil v devet razredov, ki imajo več oddelkov, in ta velja še danes. Njegova izpopoljena sistematika je izšla leta 1970 in vsebuje okoli 2000 mineralov.
| Razred | Mineralni oddelek                                                 | Približno št. nastopajočih mineralov | Odstotek pogostnosti pojavljanja |
| ------ | ----------------------------------------------------------------- | ------------------------------------ | -------------------------------- |
| I      | Samorodne prvine (s karbidi, nitridi in fosfidi)                  | 50                                   | 3 %                              |
| II     | Sulfidi (s selenidi, teluridi, arzenidi, antimonidi in bizmutidi) | 300                                  | 15 %                             |
| III    | Haloidi                                                           | 100                                  | 5 %                              |
| IV     | Oksidi in hidroksidi                                              | 250                                  | 12 %                             |
| V      | Nitrati, karbonati in borati                                      | 200                                  | 10 %                             |
| VI     | Sulfati (s kromati, molibdati in volframati)                      | 200                                  | 10 %                             |
| VII    | Fosfati, arzenati in vanadati                                     | 350                                  | 18 %                             |
| VIII   | Silikati                                                          | 500                                  | 25 %                             |
| IX     | Organske spojine                                                  | 20                                   | 1 %                              |

 (mineralni razredi in približna zastopanost mineralov v njih po mineraloških tabelah H. Strunza)

#### Samorodne prvine
V naravi se samorodno pojavlja okoli 20 elementov. Ti pripadajo kovinam, polkovinam in nekovinam. 
Najpogostejše kovine, ki se pojavljajo samorodno, so baker, srebro in zlato. Redkodaj so popolnoma čiste, včasih ena vsebuje primesi drugih dveh. V podrejeni količini se v naravi pojavljajo samorodno tudi plemenite kovine, kot so platina, iridij in osmij. Prav tako, vendar zelo redko, so samorodni tudi železo, živo srebro in svinec.
Od samorodnih polkovin in nekovin poznamo arzen, antimon in bizmut kot predstavnike arzenove skupine, ogljik v obliki grafita ali diamanta in končno žveplo, odvisno od razmer in okolja, v katerih nastajajo.

#### Sulfidi
Skupina sulfidov zajema spojine kovin in žvepla (sulfidi), kovin in arzena (arzenidi), antimona (antimonidi), bizmuta (bizmutidi), selena (selenidi) in telurja (teluridi). Pomembni so za pridobivanje kovin. Sicer so glavne lastnosti večja gostota, neprozornost in kovinski sijaj. Sulfidi se delijo na več skupin:
- antimonova,
- bornitova,
- cinobrova,
- digenitova,
- galenitova,
- halkopiritova,
- kovelinova,
- markazitova,
- piritova,
- realgarjeva,
- sfaleritova.

#### Haloidi
Značilnost haloidov so preprosta kemična sestava (spojine s halogenimi elementi), enak način nastanka in podobne lastnosti, kot so barva, topnost, videz itd. Najpomembnejše skupine so:
- fluoritova,
- halitova,
- kriolitova,
- salmijakova.

#### Oksidi in hidroksidi
Oksidi so posledica vezav različnih prvin s kisikom, hidroksidi pa z OH-skupino. Med oksidi so najpomembenjše skupine:
- cinkitova,
- ilmenitova,
- korundova,
- kremenova,
- kupritova,
- rutilova,
- spinelova,
- vodna.

Med hidroksidi sta pomembni diasporjeva in hidrargilitova ter getitova in lepidokrokitova skupini.

#### Nitrati, karbonati in borati
Minerali v tem razredu imajo skupno to, da so si med seboj zelo podobni, saj so atomi kisika v skupinah NO3, CO3 in BO3 razvrščeni v ogliščih enakostraničnega trikotnika in so trdno vezani z elementom v središču.
Nitrati so soli dušikove kisline in so v naravi dokaj redki, izjema je  čilski soliter.
Karbonati so soli ogljikove kisline in združujejo tri skupine vodnih ali brezvodnih karbonatov, s tujimi anioni ali brez njih. Zelo razširjena je lakcitova skupina, ki združuje magnezit, smitsonit, siderit, rodohrozit in kalcit. Sledita dolomitova in aragonitova skupina. V slednji so še stroncianit, viterit in cezurit. Azuritova skupina vsebuje azurit, malahit in hidrocinkit.
Borati so soli borove kisline. V naravi so zastopani z nekaj minerali, od katerih so najbolj znani boraks, kolemanit in boracit.

#### Sulfati, kromati, molibdati in volframati
Ta razred obsega spojine kisika z žveplom (sulfati), kromom (kromati), molibdenom (molibdati) in volframom (volframati). Med seboj se ločijo po različni vsebnosti vode in tujih anionov. Od brezvodnih sulfatov so najpomembnejši anhidrit, barit, celestin in anglezit. Od vodnih sulfatov poznamo skupino galic z modro in zeleno galico ter epsomitovo in sadrino skupino. 
Od kromatov (soli kromove kisline) je znan krokoit, od molibdatov vulfenit in od volframatov šelit.

#### Fosfati, arzenati in vanadati
Sem uvrščamo spojine različnih kovin s tetraedri PO4, AsO4 ali VO4, nekatere vsebujejo tudi vodo. Ta je lahko vezana na različne načine, in sicer v obliki hidroksida ali kot kristalna voda. V glavnem gre za manj znane minerale, kot so monacit in apatit itd.

#### Silikati
Silikati so najbolj pogosti minerali v Zemljini skorji, hkrati pa tudi zelo različni in zapleteno zgrajeni. Na podlagi kemične sestave so jih včasih delili na:
- alumosilikate (aluminij nadomešča del silicijevih atomov),
- metasilikate (soli metasilicijeve kisline),
- ortosilikate (soli ortosilicijeve kisline),
- polisilikate (soli polisilicijeve kisline).

Nadaljnjo preučevanje kristalne zgradbe je to razdelitev ovrglo, saj danes znano, da so silikati sestavljeni iz tetraedrov SiO4. V središču tega je silicijev atom, na ogliščih pa so razporejeni kisikovi atomi. Na podlagi vezave tetraedrov ločimo naslednje podskupine:
- ciklosilikati,
- filosilikati,
- inosilikati,
- nezosilikati,
- sorosilikati,
- tektosilikati.

Pri ciklosolikatih (iz grške besede kyklos, obroč) ali obročastih silikatih sta dva atoma kisika vsakega silicijevega tetraedra vezana s sosednjim tetraedrom. Ti tvorijo obroče, ki lahko vsebujejo 3, 4 ali 6 tetraedrov. Imajo značilno skupino Si3O9.
Pri filosilikatih (iz grške besede fyllon, list) ali listastih silikatih so trije ioni kisika vezani s sosednjim tetraedrom, ti pa so povezani v plast. Tipični minerali te skupine so sljude. Imajo značilno skupino Si2O5.
Tetraedri inosilikatov (iz grške besede inos, vlakno) ali vlaknatih silikatov so med seboj vezani v neskončne niti ali vlakna. Enojne niti so značilne za minerale piroksene, dvoje pa za amfibole. Imajo značilno skupino Si2O6.
Molekule nezosilikatov (iz grške besede nezos, otok) ali otočnih silikatov imajo po en tetraeder SiO4. Vsak atom silicija je obdan s štirimi ioni kisika, ki so razporejeni v vrhovih pravilnega tetraedra. Nanje so vezane kovine.
Posebnost sorosilikatov (iz grške besede soros, skupina) ali skupinskih silikatov sta 3 tetraedra, ki sta prek kisikovega atoma povezana med seboj. Imajo značilno skupino Si2O7.
Pri tektosilikatih (iz grške besede tektoneia, paličje) ali paličastih silikatih je vsak silicijev tetraeder na vseh štirih vogalih vezan s sosednjimi tetraedri, kar povzroča nastanek trirazsežnega paličja. Imajo značilno skupino SiO2.

#### Organske spojine
V ta razred uvrščamo minerali, ki so večinoma zgrajeni iz atomov ogljika in vodika ter kisika.

## Nastanek mineralov
Glede na nastanek delimo minerale na šest različnih skupin.
- pirogeni minerali nastajajo iz taline oziroma magme. Ta magma kristalizira in nastajajo minerali.
- pegmatitski in pnevmatotitski minerali so minerali, nastali iz plina. To je plin, ki je sprva sestavni del magme, kasneje pa zaide v zemeljske razpoke (pegmatitske žile), kjer reagira med seboj, pa tudi z okoliškimi kamninami. Po tem postopku nastanejo pod temperaturo 400 °C pegmatitski minerali, nad njo pa pnevmatotitski.
- hidrotermalni minerali se tvorijo na območju zemeljske skorje, v katerega vdre magma. Zaradi pritiska in visoke temperature pride do taljenja rudninskih snovi, pri zniževanju prvih pa se izločajo hidrotermalni minerali. Med seboj se razlikujejo glede na območje nastanka, in sicer katatermalno cono (450-300 °C), mezotermalno cono (300-200 °C), epitermalno (200-100 °C) ter teletermalno (manj od 100 °C) cono.
- hidatogeni minerali so iz vodnih raztopin ustvarjeni minerali.
- organogeni minerali nastajajo s sodelovanjem živalskih (zoogeni minerali) in rastlinskih (fitogeni minerali) organizmov.
- metamorfni minerali so različni minerali, ki so obstajali že poprej in le spremenili svoje lastnosti zaradi velikih sprememb okoliške temperature in tlaka, zaradi česar je moč govoriti o novih mineralih. Mednje sodijo tudi kontaktnometamorfni minerali, ki včasih nastanejo ob stiku magme z matično kamnino danega minerala, ko pride do kamninske preobrazbe.

## Minerali v kamninah
Minerali so kot drobni naravni anorganski delci gradniki kamnin; te so sestavljene iz enega ali več mineralov, lahko pa tudi iz ostankov organskih snovi. Delež mineralov v svetovnih kamninah je zelo različen. Najbolj pogosto je v njih najti kremenjak, sljudo in ortoklaz ter več drugih, posamezne minerale pa so zasledili le na eni ali dveh lokacijah planeta. Več kot polovica vseh znanih mineralov je tako redkih, da so bili do sedaj odkriti le v posameznih zrnih.

## Fizikalne lastnosti
Klasifikacija mineralov je različno zahtevna, saj je nekatere primerke moč definirati z majhnim številom fizikalnih lastnosti, ne da bi prišlo do dvoumja. Primeri mineralov, ki se med seboj ločijo po zelo preciznih lastnostih, pa zahtevajo zahtevno in drago ali časovno potratno identifikacijo s pomočjo kemijske ali rentgenske analize, ki lahko tudi uniči primerek.
Fizikalne lastnosti, ki jih je zaslediti največkrat, so:
- kristalna struktura in lastnosti – kristali posameznih mineralov so lahko različno veliki (segajo od mikroskopskih do ekstremno (več deset centimetrov) velikih zrn) in razporejeni
- trdota – fizična trdota mineralov je praviloma merjena po Mohsovi trdotni lestvici
- lesk – lastnost, po kateri je mogoče določiti način loma svetlobe; minerali so lahko motni in močno prozorni
- cepljivost – minerali se lahko cepijo oziroma razpadajo na več različnih načinov
- lomljivost – lomljivost opisuje, na kakšen način se prelomi mineral, ko pride do razpoke prečno na podolžno usmeritev minerala
- specifična masa – mera, ki primerja maso minerala z maso enake prostorninske količine vode, tj. gostota minerala

Med preostale fizikalne lastnosti sodijo fluorescenca, magnetizem, radioaktivnost, odpornost ter reaktivnost z raztopljenimi kislinami.

## Kemične lastnosti
Minerali so klasificirani tudi po svojih kemičnih strukturah in drugih kemičnih lastnostih. V tem primeru so razdeljeni glede na anionsko skupino (klasifikacija Jamesa Dwighta Dane), in sicer po približnem vrstnem redu deleža v Zemljini skorji.
Minerali po kemičnih lastnostih:
- silikatni razred
- karbonatni razred
- sulfatni razred
- halogenidni razred
- oksidni razred
- sulfidni razred
- fosfatni razred
- elementarni razred